# Maksim Petrov
Maksim Vyačeslavovič Petrov (in russo Максим Вячеславович Петров?; Balašicha, 18 gennaio 2001) è un calciatore russo, centrocampista del Baltika.

## Carriera

### Club
Cresciuto nel settore giovanile della Lokomotiv Mosca, debutta in prima squadra l'11 settembre 2021 in occasione della partita di campionato vinta per 2-0 contro il Kryl'ja Sovetov Samara. Il 30 settembre esordisce in competizioni europee, avvicendando il compagno Tino Anjorin, in occasione del match di UEFA Europa League contro la Lazio.

### Nazionale
Vanta 50 presenze con tutte le rappresentative giovanili russe dall'Under-15 all'Under-19.

## Statistiche

### Presenze e reti nei club
Statistiche aggiornate al 2 ottobre 2022.
| Stagione               | Squadra                | Campionato             | Campionato | Campionato | Coppe nazionali | Coppe nazionali | Coppe nazionali | Coppe continentali | Coppe continentali | Coppe continentali | Altre coppe | Altre coppe | Altre coppe | Totale | Totale |
| Stagione               | Squadra                | Comp                   | Pres       | Reti       | Comp            | Pres            | Reti            | Comp               | Pres               | Reti               | Comp        | Pres        | Reti        | Pres   | Reti   |
| ---------------------- | ---------------------- | ---------------------- | ---------- | ---------- | --------------- | --------------- | --------------- | ------------------ | ------------------ | ------------------ | ----------- | ----------- | ----------- | ------ | ------ |
| 2019-2020              | Kazanka Mosca          | 2D                     | 8          | 0          |                 | -               | -               |                    | -                  | -                  |             | -           | -           | 8      | 0      |
| 2020-2021              | Kazanka Mosca          | 2D                     | 11         | 2          |                 | -               | -               |                    | -                  | -                  |             | -           | -           | 11     | 2      |
| 2021-2022              | Kazanka Mosca          | 2D                     | 4          | 1          |                 | -               | -               |                    | -                  | -                  |             | -           | -           | 4      | 1      |
| Totale Kazanka Mosca   | Totale Kazanka Mosca   | Totale Kazanka Mosca   | 23         | 3          |                 | -               | -               |                    | -                  | -                  |             | -           | -           | 23     | 3      |
| 2021-2022              | Lokomotiv Mosca        | PL                     | 14         | 0          | CR              | 1               | 0               | UEL                | 2                  | 0                  | SR          | 0           | 0           | 17     | 0      |
| 2022-2023              | Lokomotiv Mosca        | PL                     | 1          | 0          | CR              | -               | -               |                    | -                  | -                  |             | -           | -           | 1      | 0      |
| Totale Lokomotiv Mosca | Totale Lokomotiv Mosca | Totale Lokomotiv Mosca | 15         | 0          |                 | 1               | 0               |                    | 2                  | 0                  |             | 0           | 0           | 18     | 0      |
| 2022-2023              | Alanija Vladikavkaz    | 1D                     | 5          | 1          | CR              | 0               | 0               |                    | -                  | -                  |             | -           | -           | 5      | 1      |
| Totale carriera        | Totale carriera        | Totale carriera        | 43         | 4          |                 | 0               | 0               |                    | 1                  | 0                  |             | 0           | 0           | 46     | 4      |

## Palmarès

### Club

#### Competizioni nazionali
- Pervaja Liga: 1

Baltika: 2024-2025